# Iste confessor
Iste confessor est un hymne latin chanté dans la liturgie catholique laudes et à vêpres lors des fêtes des confesseurs. Il existe sous deux formes Iste confessor Domini sacratus qui est l'original du 8e siècle et Iste confessor Domini colentes qui est une version de 1632 publiée par le pape Urbain VIII, qui en améliore le style du latin. L'hyme est écrit en vers sapphiques et en vers adoniques.

## Histoire
Les plus anciennes versions de l'hymne ont été retrouvées dans des manuscrits du 8e siècle pour la fête de Saint Martin de Tours et cela se constate dans le troisième verset qui se rapporte à l'origine à la châsse de Saint Martin qui était un site extrêmement populaire de pèlerinage pour les malades. Bien que Saint Martin fût un évêque et un confesseur, l’hymne a été peu à peu appliqué, dans le bréviaire romain et dans le rite latin en général, à des saints qui  étaient des confesseurs, mais pas nécessairement des évêques. Dans la réforme qui a suivi le  concile de Vatican II, la liturgie des heures a tenté de limiter l'usage de l'hymne aux seuls évêques confesseurs, cependant il maintient son utilisation plus générale quand c'était l’usage dans le bréviaire romain d’avant 1974.

## Texte
| 1 Iste confessor Domini colentes Quem pie laudant populi per orbem: Hac die lætus meruit beatas Scandere sedes. Si ce n'est pas le jour de sa mort, le texte latin est : Hac die lætus meruit supremos Laudis honores. 2 Qui pius, prudens, humilis, pudicus, Sobriam duxit sine labe vitam, Donec humanos animavit auræ Spiritus artus. 3 Cuius ob præstans meritum frequenter, Ægra quæ passim iacuere membra, Viribus morbi domitis, saluti Restituuntur. 4 Noster hinc illi chorus obsequentem Concinit laudem, celebresque palmas; Ut piis eius precibus iuvemur Omne per ævum. 5 Sit salus illi, decus, atque virtus, Qui super cæli solio coruscans, Totius mundi seriem gubernat Trinus et unus. Amen. | 1 Ce témoin adore le Seigneur Que les peuples du monde le louent pieusement. En ce jour de joie, il mérite de Siéger parmi les bienheureux Si ce n'est pas le jour de sa mort : En ce jour de joie, il mérite les plus hauts honneurs |